# Prachtmantel
Der Prachtmantel ist eine besonders repräsentative Form des Rechteckmantels, der von der Hallstattzeit bis in das frühe Mittelalter im germanischen Bereich verbreitet war. Ähnlich wie das römische Sagum wird der Prachtmantel etwa in der Mitte umgeschlagen (halbiert), dekorativ über die Schultern drapiert und mit einer Fibel, meist auf der rechten Schulter, verschlossen. 
Wie das Sagum besteht der Prachtmantel aus einem rechteckigen Stück feinem Wollstoff, das durch aufwändige Webmuster bunt verziert war. Durch die gezielte Verwendung von rechts- oder linksgezwirnten Webfäden wird außerdem ein zusätzlicher optischer Effekt auf der Stoffoberfläche erzielt. Ein Merkmal aller Prachtmäntel sind die auf allen vier Gewebeseiten umlaufenden, farblich abgesetzten Borten in Brettchenwebtechnik zur Dekoration und Verstärkung der Gewebeabschlusskante. Die Borten werden meist in unterschiedlichen Breiten während des Webvorgangs am Gewichtswebstuhl eingewebt und können besonders an den außen sichtbar getragenen Kanten des Mantels eine beachtliche Breite erreichen. Diese Borten sind wie der Mantelstoff selbst in der Farbe und Webmuster auffällig gestaltet. Viele Mäntel tragen an ihrer Gewebeabschlusskante oder zusätzlich an weiteren Webkanten Fransen. Die Fransen werden auf verschiedene Weise gebildet, durch das Verflechten der an dem Gewebeabschluss heraushängenden Kettfäden, oder durch das Zurückführen der Kettfäden in das Gewebe. Bei einigen Mänteln bilden die in das Gewebe zurückgeführten Kettfäden kleine Schlaufen, in die wiederum neue Fäden eingehängt und zu Fransen geflochten sind. 
Zahlreiche experimentalarchäologische Versuchen auf historischen Webgeräten wurden durchgeführt, um den Zeitaufwand für die Herstellung eines einzigen Mantels zu ermitteln. Für den Thorsberger Prachtmantel benötigen zwei geübte Weberinnen etwa ein Jahr für das Aufbereiten der Wolle, das Spinnen der Fäden, Färben und schließlich das Weben. Dies veranschaulicht den hohen Wert, den ein solches Kleidungsstück darstellt.
Neben Darstellungen auf römischen Mosaiken sind zahlreiche Prachtmäntel aus archäologischen Funden wie zum Beispiel aus dem Thorsberger Moor, Vaalermoor und dem Vehnemoor erhalten. Den Begriff „Prachtmantel“ prägte die schleswig-holsteinische Altertumswissenschaftlerin Johanna Mestorf Ende des 19. Jahrhunderts.